# カレ・ランダル
カレ・ランダル (Kalle Randalu, 1956年11月25日 -) は、エストニアのピアニスト。

## 来歴
エストニアの出身。エストニア音楽アカデミーでブルノ・ルック、モスクワ音楽院でレフ・ヴラセンコに師事。第8回シューマン国際ピアノコンクールでバラーシュ・ソコライとともに第3位を受賞。1985年にはミュンヘン国際音楽コンクールで入賞。